# Klameliidae
Klameliidae (Klamélidos) es una familia de triconodontos extintos que vivieron en el período Jurásico Medio en lo que ahora es Asia. Actualmente contiene dos géneros monoespecíficos: Ferganodon narynensis de Kirguizistán y Klamelia zhaopengi de China.